# Ora White Cat
Ora White Cat – elektryczny samochód osobowy klasy miejskiej produkowany pod chińską marką Ora w latach 2020–2022.

## Historia i opis modelu

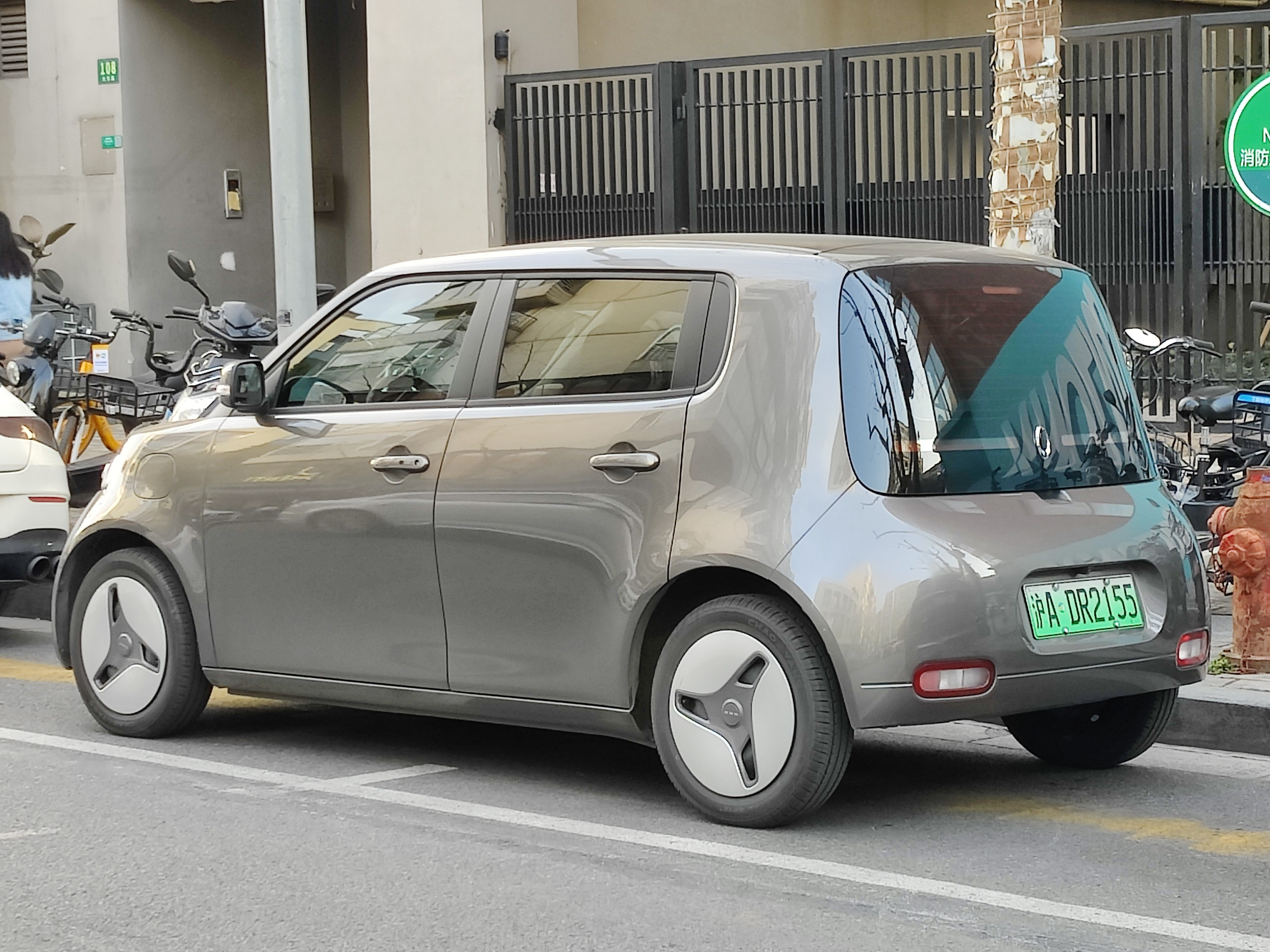
Ora White Cat - tył

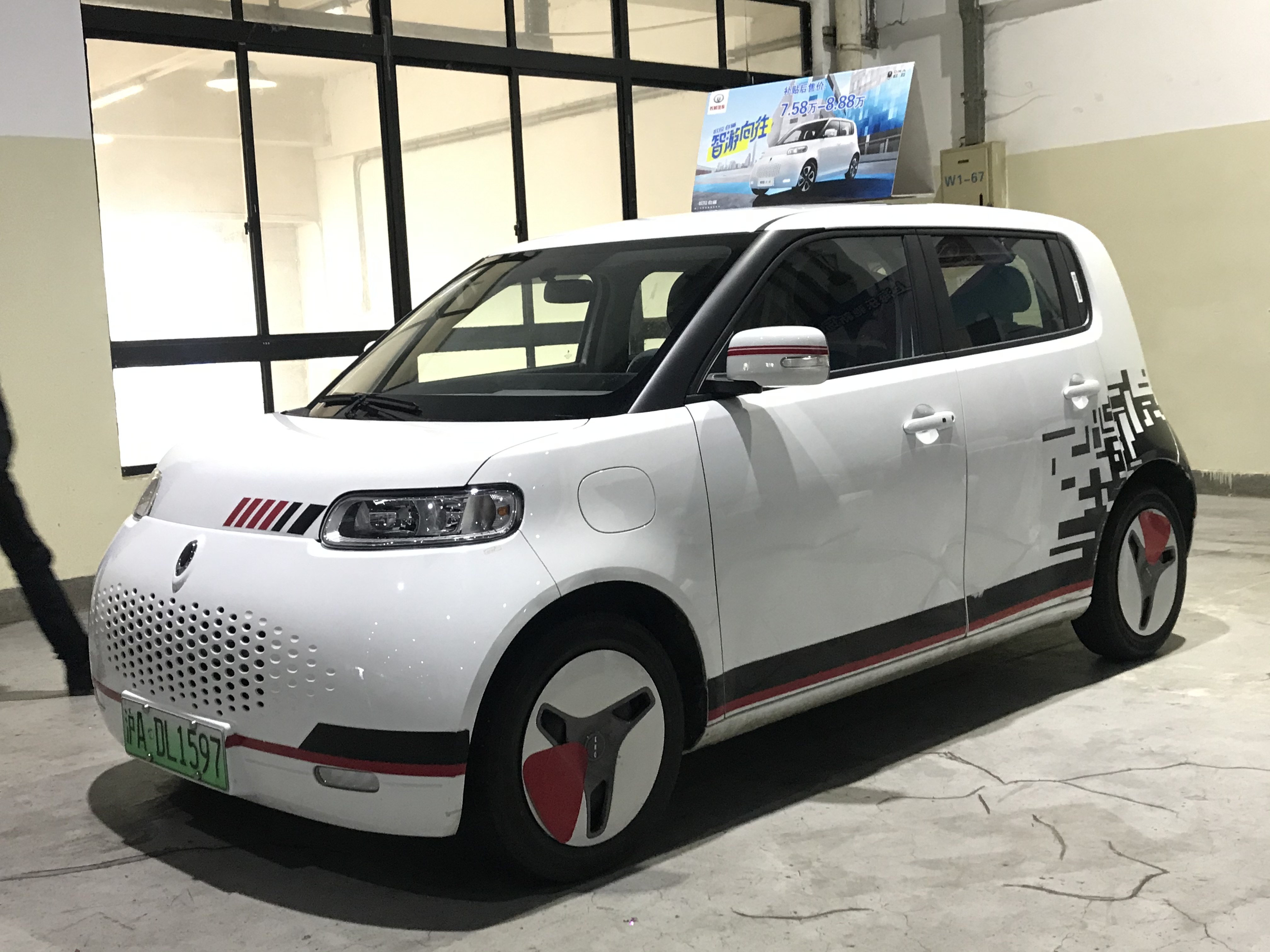
Ora White Cat Limited

W czerwcu 2019 roku Ora zaprezentowała studium R2 EV Concept jako zapowiedź trzeciego modelu w gamie produkcyjnych pojazdów tej filii koncernu Great Wall Motors. Seryjna postać Ory R2 została przedstawiona oficjalnie pod koniec czerwca 2020 roku.
Samochód uzupełnił ofertę jako droższa i bardziej komfortowa alternatywa dla budżetowego modelu R1, zyskując obłe proporcje z charakterystyczną, nisko poprowadzoną linią szyb i długą maską. Z tyłu pojawiła się z kolei szyba optycznie tworząca jedną część z pasem diodowych lamp biegnących przez szerokość nadwozia, uzupełnionych przez dodatkowe lampy w zderzaku.
Tuż przed rozpoczęciem sprzedaży producent zdecydował się na zmianę nazwy w związku z nową polityką, przemianowując Orę R2 na Ora White Cat.

### Sprzedaż
Ora White Cat była samochodem oferowanym wyłącznie na wewnętrznym rynku chińskim, trafiając oficjalnie do sprzedaży w lipcu 2020 roku. Najwięcej, bo 20,6 tysiąca nabywców, samochód znalazł w 2021 roku. Jego produkcja zakończona została już w lutym 2022 roku z powodu zmiany polityki modelowej, w ramach której producent wycofał się z przynoszących straty tanich modeli na rzecz większych i drożsych konstrukcji.

### Dane techniczne
Układ elektryczny Ory R2 rozwija moc 63 KM oferując maksymalny zasięg na jednym ładowaniu w chińskiej procedurze pomiarowej do 400 kilometrów, przy jednym dostępnym wariancie baterii.